# Schlacht von La Brossinière
Die Schlacht von La Brossinière (auch als Schlacht von la Gravelle bezeichnet) fand im Rahmen des Hundertjährigen Krieges am 26. September 1423 statt. Sie ereignete sich bei La Brossinière (heute: Bourgon), zwischen englischen und französischen Truppen, kurz nachdem die seit 1415 ruhenden Feindseligkeiten zwischen beiden Seiten wieder ausgebrochen waren. Die Schlacht wurde auf dem Chemin gravelais ausgetragen, einer antiken Handelsstraße, die Anjou und die Normandie miteinander verband.

## Hintergrund
Im Sommer 1423 unternahm eine englische Streitmacht von etwa 2000 Gewappneten und 800 Bogenschützen unter dem Kommando von William de la Pole von der Normandie aus einen Raubzug nach Anjou und Maine. Auf ihrem Weg plünderten sie die Landstriche, die sie durchquerten, nahmen Gefangene und eroberten schließlich Segré. Dort trieben sie eine Herde von 1200 Bullen und Kühen aus der Stadt und dem Umland zusammen, bevor sie sich auf den Rückweg in Richtung Normandie machten.
Um diesen Überfall zu rächen, befahl die Schwiegermutter des französischen Königs Karl VII., Königin Jolanthe von Aragón, eiligst eine Streitmacht aufzustellen. Diese sollte die Plünderer noch auf dem Rückweg stellen und schlagen. Das Kommando für dieses Unternehmen wurde Ambroise de Loré übertragen, der seit 1422 Sainte-Suzanne kommandierte. Dieser setzte unverzüglich ein Schreiben an Jean VIII. d’Harcourt, Graf von Aumale und Gouverneur von Touraine, auf, der zu diesem Zeitpunkt einen Raubzug in die Normandie vorbereitete. Sie wollten sich bei Laval treffen und Jean alle Truppen mitbringen, die er bereits angemustert hatte. Bei Le Bourgneuf-la-Forêt setzte Jean ein Schreiben an Anna de Laval auf und bat diese ihren fünfzehnjährigen Sohn André de Lohéac sowie Guy XIV. de Laval zusammen mit allen verfügbaren Männern unter Waffen ebenfalls zum vereinbarten Treffpunkt zu schicken.
Er erreichte Laval am 24. September und direkt am nächsten Morgen machten sich die zusammengeführten Kräfte von d’Harcourt, Laval und Loré auf den weiteren Weg, um die Engländer über die Fernhandelsstraße zu verfolgen. Als sie sich ihnen schließlich auf drei Marschstunden genähert hatten und klar war, dass diese La Brossinière passieren würden, beriet sich d’Harcourt mit den anderen Heerführern. Es wurde beschlossen, dass d’Harcourt und Guy de Laval sich mit ihren Truppen zu Fuß bis La Brossinière begeben würden und dort in Schlachtordnung Stellung beziehen sollten. Die restlichen 200 Mann würden, geführt von Loré, die Engländer zu Pferde von hinten angreifen.

## Schlachtverlauf
Zwei Stunden nachdem sich die Franzosen in Schlachtordnung aufgestellt hatten, entdeckten englische Aufklärer die französischen Vorposten. Sie zwangen diese zum Rückzug und verfolgten sie, bis sie sich hinter die französischen Linien zurückgezogen hatten. Die Engländer brachen die Verfolgung daraufhin ab und zogen sich zurück.
Der englische Verband führte aufgrund der Plünderungen einen sehr langen Tross mit sich, marschierte aber in disziplinierter Marschordnung. Noch bevor die englische Hauptstreitmacht auf die Entdeckung der französischen Truppen vor ihnen reagieren konnte, führte Loré einen Kavallerieangriff gegen die Engländer. Diese suchten hinter den Wagen des Trosses Deckung. Gleichzeitig rückten nun auch die französischen Fußtruppen vor, und bald waren die Engländer eingeschlossen. Obwohl diese tapfer kämpften, konnten sie sich nicht lange halten. Bald wandten sich die englischen Soldaten zur Flucht, was aber nur wenigen gelang. Insgesamt wurden zwischen 1200 und 1400 der englischen Soldaten vor Ort niedergemacht oder auf der Flucht von den Franzosen erschlagen. William de la Pole und einige andere Adlige konnten zusammen mit etwa 120 Mann entkommen. Auf französischer Seite waren nur ein Ritter, Jean Le Roux, und einige wenige Gewappnete gefallen.

## Folgen
Der Sieg von La Brossinière wurde in ganz Frankreich begeistert aufgenommen und sollte noch für lange Zeit im kollektiven Gedächtnis verankert bleiben. Für Karl VII. war diese Schlacht ein wichtiger Erfolg zu Beginn seiner Herrschaft. Der fünfzehnjährige André de Lohéac, späterer Marschall von Frankreich, wurde zusammen mit einigen Gefährten für die Teilnahme an der Schlacht zum Ritter erhoben.